# المنتجان (فلم)
المنتجان (بالإنجليزية: The Producers) هو فيلم أمريكي كوميدي صدر في سنة 1967، من إخراج وكتابة ميل بروكس.

## بطولة
- جين وايلدر

## الميزانية والإيرادات
بلغت تكلفة إنتاج الفيلم حوالي 941,000 دولار بينما حقق أرباحا تقدر بـ 1,681,986 دولار.

### ترشيحات وجوائز
| السنة | الحدث  | الفئة             | النتيجة  |
| ----- | ------ | ----------------- | -------- |
|       | أوسكار | أفضل سيناريو أصلي | فـــــوز |

## وصلات خارجية
- مقالات تستعمل روابط فنية بلا صلة مع ويكي بيانات

1. ↑  "معلومات عن المنتجان (فيلم) على موقع tcm.turner.com". tcm.turner.com. مؤرشف من الأصل في 2019-12-12.
2. ↑  "معلومات عن المنتجان (فيلم) على موقع svenskfilmdatabas.se". svenskfilmdatabas.se. مؤرشف من الأصل في 2019-12-12.
3. ↑  "معلومات عن المنتجان (فيلم) على موقع movie.douban.com". movie.douban.com. مؤرشف من الأصل في 2014-12-27.